# 프로그레시브 그래픽스 파일
프로그레시브 그래픽스 파일(Progressive Graphic File, PGF)는 무손실 데이터 압축과 손실 데이터 압축방식을 채용한 웨이블릿 기반 비트맵 이미지 포맷이다. PGF는 JPEG을 개선 및 대체하기 위하여 만들어졌다.
PGF는 더 많은 인코딩/디코딩 시간이 소요되지 않고, 이산 코사인 변환 기반 JPEG 표준의 특징인 노이즈를 발생시키지 않고도 높은 압축 비율로 압축할 수 있다. .

## 같이 보기
- 이미지 압축